# Love and Distrust
Pour plus de détails, voir Fiche technique et Distribution.
Love and Distrust est un film américano-britannico-australien sorti directement en vidéo en 2010, qui regroupe cinq courts-métrages  tournés de 2000 à 2008 : 
- Auto Motives (2000)
- Blue Poles (2004)
- Pennies (2006)
- Grasshopper (2008)
- The Summer House (2008)

## Distribution

### Auto Motives
- James Cameron : lui-même
- Robert Downey Jr. : Rob
- Michael Imperioli : Stud
- Allison Janney : Grechen

### Blue Poles
- Sam Worthington : Miles

### Pennies
- Amy Adams : Charlotte Brown
- Zack Ward : Stoner Todd
- James Karr : Crazy
- Cerina Vincent : Kimberly

### Grasshooper
- James Franco : Travis
- Rachel Miner : Terri
- Brad Light : Ted

### The Summer House
- Robert Pattinson : Richard
- Talulah Riley : Jane